# Vorderwald

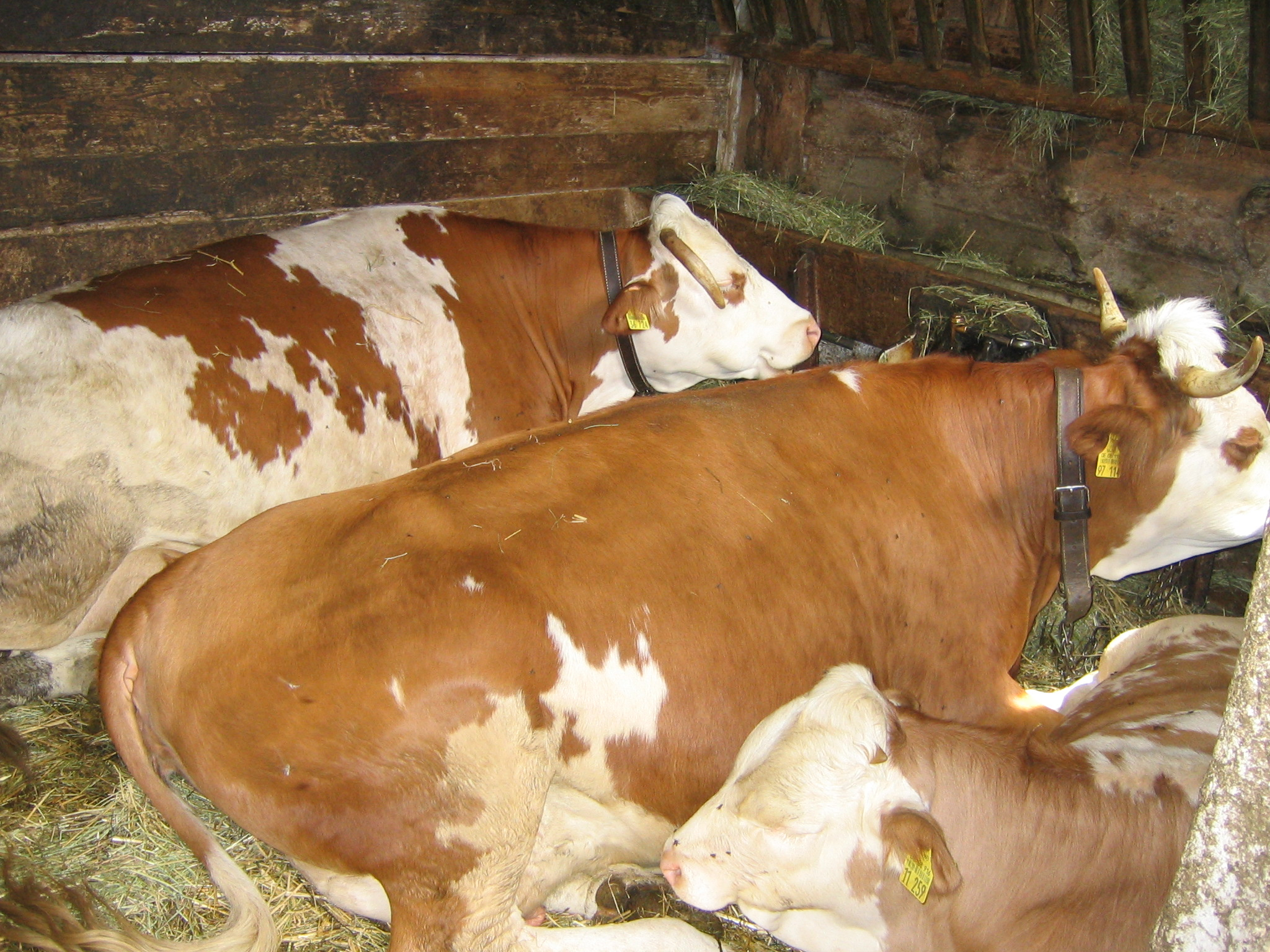
Vorderwald-runderen in een stal

De Vorderwald (Duits: Vorderwälder Rind) is een runderras dat van oorsprong uit het Duitse Zwarte Woud komt. De Vorderwald wordt geclassificeerd als een dubbeldoelras, voor zowel melk als vlees.
De runderen hebben een lange levensverwachting en kunnen met hun sterke benen en poten op bergen grazen. De kop en de benen zijn over het algemeen wit en het lichaam heeft rode, bruine of zelfs zwarte vlekken. Ze hebben naar voren gebogen hoorns. Koeien hebben een schofthoogte van 135 cm en wegen ongeveer 600 kg.  Stieren hebben een schofthoogte van 150 cm en wegen ongeveer 1050 kg. 